# 皆殺しの天使
『皆殺しの天使』（みなごろしのてんし、スペイン語: El ángel exterminador）は、1962年のメキシコの不条理劇映画。監督はルイス・ブニュエル、出演はシルビア・ピナルとエンリケ・ランバルなど。
夜会の後に何故か部屋から出られなくなってしまったブルジョア階級の人々の運命を風刺やブラックユーモアとともに描いた不条理劇として高い評価を得ている作品である。
1962年5月に開催された第15回カンヌ国際映画祭で初上映され、国際映画批評家連盟賞を受賞した。日本での初上映は1981年8月で、2017年にリバイバル上映された。

## ストーリー
あるブルジョワジーの邸宅で、夜会が始まった。楽しげに振舞う列席者たち。ところが、邸宅の従業員が次々に辞職していき、執事ただ一人になってしまう。邸宅の主人夫婦は何とか晩餐を用意する。食事の後、音楽室に移った列席者たちはピアノや歓談を楽しみ、帰る様子もなくそのうちジャケットを脱ぎ、すっかり腰を落ち着けてしまう。次の朝になってみると、なぜか誰も部屋から出られなくなってしまう。
そのまま数日が過ぎ、水や食料が尽きてくると人々は徐々に理性を失っていき、ついには死者も出る。一方、邸宅の外では軍隊も出動する騒ぎとなるが、なぜか誰も邸宅の中に入ろうとしない。
正気を失いつつあった人々は異常事態の原因を邸宅の主人であると決めつけ、彼を殺せば問題が解決すると思い込むようになる。その事態に、主人は拳銃自殺を図ろうとするが、そこで1人の若い女性があることに気づく。人々が今いる場所が夜会のあった夜と完全に同じなので、その時の状況を再現することで、無限ループに陥っている現状から抜け出せると考えたのである。こうして人々は彼女の考えに従うことで無事に邸宅から脱出する。
その後、無事に生還した人々はミサに出席する。ところがミサの終了後、そこに集まった人々は教会から出られなくなってしまう。

## キャスト
- レティシア: シルビア・ピナル（英語版） - ワルキューレと呼ばれる鉄の処女。
- エドムンド・ノビレ: エンリケ・ランバル（英語版） - 邸宅の主人。
- ルシア・ノビレ: ルシー・カジャルド（英語版） - エドムンドの妻。
- アルバロ: セサル・デル・カンポ（英語版） - 大佐。ルシアの愛人。
- カルロス・コンデ: アウグスト・ベネディコ（英語版） - 医師。
- フリオ: クラウディオ・ブルック（英語版） - 執事。
- レアンドロ・ゴメス: ホセ・バビエラ（英語版） - ニューヨークから来た男。
- ラウル: ティト・フンコ（英語版） - 異常事態の責任をエドムンドに押し付ける男。
- ブランカ: パトリシア・デ・モレロス - ピアニスト。
- アルベルト・ロック: エンリケ・ガルシア・アルバレス（スペイン語版） - 老指揮者。フリーメイソン。
- アリシア・デ・ロック: ジャクリーヌ・アンデレ（英語版） - アルベルトの若妻。
- クリスティアン・ウガルデ: ルイス・ベリスタイン（英語版） - フリーメイソン。
- リタ・ウガルデ: パトリシア・モラン - クリスティアンの妻。
- ベアトリス: オフェリア・モンテスコ（英語版） - エドワルドと恋に落ちた若い女性。
- エドワルド: ハビエル・マッセ - 既婚の建築家。初対面のベアトリスと恋に落ちる。
- フアナ・アビラ: オフェリア・ギルマイン（英語版） - 中年女性。
- フランシスコ・アビラ: ハビエル・ロヤ - 若い男。
- シルビア: ロサ・エレナ・ドゥルヘル - 歌手。
- エレオノーラ: ベルタ・モス（英語版） - コンデ医師の患者。末期ガン。
- セルジオ・ルセル: アントニオ・ブラボ（英語版） - 偏屈な男。
- アナ: ナディア・アロ・オリバ（英語版） - 中年女性。

## DVDリリース・派生作品
日本では、VHSベースでのビデオグラムがキネマ旬報の通信販売のみで廃盤になったため、長く一般で視聴することが困難な作品であったが、2006年に紀伊國屋書店から発売されたDVDボックスセットに封入され、以降は容易に視聴することが出来る。
ザルツブルク音楽祭の委託で、トマス・アデス作曲《The Exterminating Angel 》としてオペラ化（2016年7月28日に初演）され、その後は共同制作の英国ロイヤル・オペラ・ハウス（2017年4月24日より）、NYメトロポリタン・オペラ、コペンハーゲンの王立劇場でも上演される。

## 作品の評価
ブニュエルのオリジナル作品。著しく合理性を欠くストーリーは、『アンダルシアの犬』や『黄金時代』などと重ね合わせて「シュールレアリズム作品」と語られることもある。また、登場人物たちが「何かを成したくてもなぜか出来ない」というプロットは後年の『ブルジョワジーの秘かな愉しみ』にも通じている。
Rotten Tomatoesによれば、批評家の一致した見解は「社会的エチケットはルイス・ブニュエルの実存的コメディで堕落に退化し、文明の不条理を効果的に演じて皮肉な笑いを生んでいる。」であり、27件の評論のうち高評価は93%にあたる25件で、平均点は10点満点中8.98点となっている。